# Schistocichla leucostigma
Schistocichla leucostigma là một loài chim trong họ Thamnophilidae.